# Hadennia maculifascia
Hadennia maculifascia là một loài bướm đêm trong họ Noctuidae.